# Ibenholt
Slægten Diospyros er buske eller træer, der er kendt for sine bær og sit hårde ved. På dansk anvendes både navnene Kaki, Daddelblomme og Ibenholt. Slægten er udbredt med ca. 200 arter i Asien, Afrika og Nordamerika. Det er for det meste stedsegrønne, men enkelte er løvfældende. Frugterne er store, saftige bær. Her omtales kun de arter, som dyrkes i Danmark, eller hvis ved eller frugter forhandles her.
| Beskrevne arter |

- Almindelig kaki (Diospyros kaki)
- Amerikansk kaki (Diospyros virginiana), hvor veddet kaldes "hvid ibenholt"
- Asiatisk kaki (Diospyros lotus) eller Lotus-Dadelblomme

Ibenholt er det danske navn for tømmer fra visse arter af slægten Diospyros. Navnet Sort Ibenholt bruges om flere af arterne med mørkt kærneved .
| Andre arter |

| - Diospyros affinis - Diospyros apeibacarpos - Diospyros attenuata - Diospyros australis - Diospyros austroafricana - Diospyros blancoi - Diospyros caribaea - Diospyros cathayensis - Diospyros cauliflora - Diospyros celebica - Diospyros clavigera - Diospyros conzattii - Diospyros crassiflora - Diospyros crassinervis - Diospyros decandra - Diospyros elliptica - Diospyros eriantha - Diospyros glandulosa - Diospyros glaucifolia - Diospyros grisebachii - Diospyros guianensis | - Diospyros halesioides - Diospyros ierensis - Diospyros inconstans - Diospyros insignis - Diospyros insularis - Diospyros japonica - Diospyros juruensis - Diospyros kirkii - Diospyros longibracteata - Diospyros lycioides - Diospyros macrophylla - Diospyros malabarica - Diospyros maritima - Diospyros melanoxylon - Diospyros mespiliformis - Diospyros mollis - Diospyros montana - Diospyros moonii - Diospyros morrisiana - Diospyros natalensis - Diospyros nitida | - Diospyros oblongifolia - Diospyros oldhamii - Diospyros oleifera - Diospyros pallens - Diospyros papuana - Diospyros philippinensis - Diospyros pilosanthera - Diospyros rosei - Diospyros rubra - Diospyros rumphii - Diospyros sapota - Diospyros sintenisii - Diospyros sonorae - Diospyros subtruncata - Diospyros sundaica - Diospyros tessellaria - Diospyros texana - Diospyros tutcheri - Diospyros whyteana |